# 拉普顿堡 (科罗拉多州)
拉普頓堡（英語：Fort Lupton），是美国科罗拉多州韦尔德县下属的一座城市。建市于1890年1月15日，面积大约为7.227平方英里（18.717平方公里）。根据2010年美国人口普查，该市有人口7,377人。2011年估计该市有人口7,551人，相比2010年人口增长率为2.36%。同时，论人口该市是科罗拉多州第55大城市。